# Robert Taylor (Fußballspieler, 1994)
Robert Thomas Taylor  (* 21. Oktober 1994 in Kuopio) ist ein finnischer Fußballnationalspieler.

## Karriere

### Verein
Taylor trat 2004 der Jugendmannschaft von JJK Jyväskylä bei. Zwischenzeitlich hielt er sich in England, dem Geburtsland seines Vaters, auf. Dort spielte er für Nottingham Forest und Lincoln City. 2013 wurde Taylor an Boston Town in der unterklassigen United Counties League ausgeliehen. Im selben Jahr wollte er beim FC Barnet einen Profivertrag unterschreiben. Dazu kam es wegen des Abstiegs Barnets aus der Football League Two jedoch nicht.
Taylor spielte danach bis 2015 für JJK in der Ykkönen. Anschließend wechselte er in die Veikkausliiga zu Rovaniemi PS.
Im Juli 2017 wurde Taylor für 100.000 Euro zu AIK Solna transferiert. Im März 2018 wurde er von AIK von dem norwegischen Verein Tromsø IL zunächst ausgeliehen und im August 2018 dauerhaft verpflichtet.
Am 20. Januar 2020 unterzeichnete Taylor einen Dreijahresvertrag bei Brann Bergen. Zwei Jahre später wechselte er in die USA, zu Inter Miami.

### Nationalmannschaft
Taylor wurde in die finnischen Jugendnationalmannschaften verschiedener Jahrgänge berufen.
Am 9. Januar 2017 debütierte er beim 1:0 im Freundschaftsspiel gegen Marokko in der finnischen A-Nationalmannschaft. Sein erstes Länderspieltor erzielte er am 11. Oktober 2020 im Spiel der UEFA Nations League beim 2:0-Sieg gegen Bulgarien.
Bei der Fußball-Europameisterschaft 2021 stand Taylor im finnischen Aufgebot, kam während des Turniers jedoch nicht zum Einsatz.